# Литературен институт „Максим Горки“
Литературният институт „Максим Горки“ (на руски: Литературный институт имени А. М. Горького), съкратено Литинститут, е държавно висше училище в Москва.

## Обучение
В института се провежда редовно обучение по програми за „бакалавър“ (4 години), „специалист“ (5 години), „магистър“ (2 години след бакалавър) по 2 специалности: „Литературно творчество“ и „Превод на художествена литература“ (от английски, френски, немски, италиански и корейски езици). Задочното обучение е само по програмата за специалист (но за 6 години) и само по специалност „Литературно творчество“.
В института се води също обучение в докторантура по специалности „Теория на литературата“, „Руски език“, „Руска литература“).
Подготовката на студентите се води успоредно по 2 направления: общохуманитарно (главно руски език и литературознание) и творческо. Последното се осъществява в рамките на творчески семинари – по проза, поезия, драматургия, детска литература, литературна критика, очерк и публицистика. Творческите семинари се провеждат веднъж седмично. Традиционно ръководители на творческите семинари са известни руски (и други съветски – в миналото) писатели.
При института работят Висши литературни курсове (за писатели с нехуманитарно висше образование), Висша школа по художествен превод, курсове за редактори, курсове за коректори, както и Курсове по чуждестранни езици „Наталия Бонк“.

## История
Литературният институт е основан през 1933 година по инициатива на Максим Горки като Вечерен работнически литературен университет съгласно постановление на правителството на СССР от 17 септември 1932 година. Предшественикът му е Висшият литературно-художествен институт, Москва на В. Я. Брюсов. От 1936 година (когато умира М. Горки) носи днешното си наименование. Институтът е награден с орден „Дружба между народите“ (1983). От 1992 година е под ръководството на Министерството на образованието и науката на Русия.
В института са преподавали Константин Паустовски, Виктор Розов, Константин Федин, Михаил Светлов и редица други известни писатели и учени. До края на 1980-те години в института са издавани сборниците „Писатель и жизнь“, „Начало“. Днес все още излиза алманах „Тверской бульвар, 25“. Издателската дейност е възобновена през 1993 година: издават се монографии, сборници с научни трудове, ежегодникът „Вестник Литературного Института“.

## Сграда
Основното здание на института е разположено в бивша градска усадба, паметник на архитектурата от XVIII в. – началото на XIX век. През 1812 година там (в дома на негов чичо) е роден видният руски писател и мислител Александър Херцен.
През 1840-те години при собственика на дома Д. Свербеев се събира литературен салон, посещаван от Николай Гогол, Висарион Белински, Пьотър Чаадаев и др. В края на XIX в. – началото на XX век там е издателството на братя Гранат. През 1920-те години век сградата е ползвана от много писателски организации, провеждат се литературни вечери с участие на Владимир Маяковски, Александър Блок, Сергей Есенин.
Зданието е описано в книгата „Былое и думы“ на А. Херцен, в романа „Майстора и Маргарита“ на Михаил Булгаков (като „Дом Грибоедова“ и „Дом МАССОЛИТа“), споменава се и в други произведения на художествената литература. В него са живели писателите Андрей Платонов, Осип Манделщам, Даниил Андреев, както и лингвистът академик Вячеслав Иванов.
През 1925 година на сградата на института е монтирана мемориална плоча в памет на А. Херцен, а през 1950 година в двора е издигнат и негов паметник. На зданието има мемориални плочи и на О. Манделщам, Д. Андреев и А. Платонов.

## Известни възпитаници
- Чингиз Айтматов (романист)
- Бела Ахмадулина (поетеса)
- Виктор Астафиев (романист)
- Юрий Бондарев (писател)
- Александър Галич (поет)
- Расул Гамзатов (поет)
- Фазил Искандер (романист)
- Исмаил Кадаре (романист, поет)
- Виктор Пелевин (романист)
- Юрий Трифонов (писател)
- Евгений Евтушенко (поет, романист, есеист, драматург)
- Юрий Казаков (писател)
- Константин Симонов (писател)
- Пьотр Кошел (писател)

## Български възпитаници
- Блага Димитрова (поетеса, писателка)
- Георги Джагаров (поет)
- Никола Радев (писател)
- Валентина Радинска (поетеса)
- Георги Миланов (поет)
- Георги Борисов (поет)
- Любен Лачански (журналист и поет)
- Бойко Ламбовски (журналист и поет)
- Елена Алекова (поетеса)
- Мона Чобан (писателка)
- Ива Николова (писателка)